# 後川聡之
後川 聡之（あとかわ としゆき、男性、1968年11月18日 - ）は、日本の空手家（五段）、元キックボクサー。大阪府出身。正道会館を経て、現在は自流である修道会館を設立。
明徳義塾高校出身。
K-1では、日本人で唯一、K-1・K-2・K-2 PLUS・K-3の4階級に参戦した。

## 来歴
19歳で正道会館総本部に入門し、1年9か月で黒帯を取得した。
1990年9月30日、正道会館が主催した第9回全日本選手権大会に出場。決勝で田上敬久に勝利し、入門3年半で初優勝を果たした。
1991年10月10日、正道会館が主催したカラテワールドカップ '91（全日本選手権大会より改称）に出場。決勝でアダム・ワットに勝利し2連覇を果たした。
1993年1月31日、東京武道館で開催された「第2回トーワ杯争奪カラテ・ジャパン・オープン」に出場。準決勝で佐竹雅昭に延長の末0-3の判定負けとなり、3位決定戦は村上竜司の棄権のため3位となった。
1993年2月28日、リングス「後楽園実験リーグ'93 ROUND 1」のメインイベントで平直行と3分5Rの混成ルール（1・2・5Rは肘打ちなしのキックルール、3・4Rはリングスルール）で対戦し、1-0の判定ドローとなった。
1993年3月30日、聖戦 〜SANCTUARY I〜でスタン・ザ・マンと対戦し、TKO負けを喫した。
1993年4月30日、第1回K-1グランプリに参戦。負傷欠場となったスタン・ザ・マンの代わりに1回戦でモーリス・スミスと対戦し、3Rに右ストレートでダウンを奪われた上で0-3の判定負けを喫した。
1993年10月3日、カラテワールドカップ '93に出場。1回戦でジェラルド・ゴルドー、準々決勝でサム・グレコに勝利するも、準決勝でアンディ・フグに判定負けを喫した。
1993年12月10日、K-2 GRAND PRIX '93に出場。1回戦でタシス"トスカ"ペトリディスと対戦し、0-3の判定負けを喫した。
1994年1月30日、東京武道館で開催された「第3回トーワ杯争奪カラテ・ジャパン・オープン」に出場。決勝で金泰泳に勝利し、優勝を果たした。
1994年3月4日、K-1 CHALLENGEで行なわれたWKAインターコンチネンタルスーパーライトヘビー級王座決定戦でアンドレ・マナートと対戦し、3Rに左ストレートでダウンを奪われた上で0-3の判定負けを喫した。
1994年9月18日、K-1 REVENGEで9か月ぶりにタシス"トスカ"ペトリディスと再戦。リベンジを目指したが、右目尻カットによるドクターストップで返り討ちにあった。
1995年3月3日、K-1 GRAND PRIX '95 開幕戦で金玉鐘に右膝蹴りによるKO勝ち。5月4日の準々決勝ではピーター・アーツに右アッパーによるKO負けを喫した。
1995年6月10日、スイス・チューリッヒで開催されたK-1 FIGHT NIGHTでユン・マークスと対戦し、右アッパーによるKO勝ちを収めた。
1995年7月16日、K-1 LEGEND 翔で行なわれたK-3 GRAND PRIXに出場。1回戦でキース"ペレ"ネイサンに1Rに左フックでダウンを奪われるも2-0の判定勝ちを収めるも、準決勝でイワン・ヒポリットに0-3の判定負けを喫した。
1995年10月8日、大阪で行われた「カラテワールドカップ '95」に出場。決勝で金泰泳に敗れ、準優勝となった。
1996年6月2日、スイス・チューリッヒで開催されたK-1 FIGHT NIGHT IIでオーランド・ウィットと対戦し、タオル投入によるTKO負けを喫した。
1997年に現役を引退し、2000年4月に正道会館東大阪本部を設立した。その後、K-1のレフェリーを務めていた時期もある。
2015年12月30日、正道会館から独立し、翌年の2016年に自流である「修道会館」を設立。

## 戦績

### キックボクシング
| キックボクシング 戦績 | キックボクシング 戦績 | キックボクシング 戦績 | キックボクシング 戦績 | キックボクシング 戦績 | キックボクシング 戦績 | キックボクシング 戦績 |
| --------------------- | --------------------- | --------------------- | --------------------- | --------------------- | --------------------- | --------------------- |
| 15 試合               | (T)KO                 | 判定                  | その他                | 引き分け              | 無効試合              |                       |
| 5 勝                  | 2                     | 3                     | 0                     | 0                     | 0                     |                       |
| 10 敗                 | 4                     | 6                     | 0                     | 0                     | 0                     |                       |

| 勝敗 | 対戦相手                   | 試合結果                                      | 大会名                                                                      | 開催年月日     |
| ×    | オーランド・ウィット       | 2R 0:30 TKO（タオル投入）                     | K-1 FIGHT NIGHT II                                                          | 1996年6月2日   |
| ×    | イワン・ヒポリット         | 再延長R終了 判定0-3                           | K-1 LEGEND 翔 【K-3 GRAND PRIX 準決勝】                                     | 1995年7月16日  |
| ○    | キース"ペレ"ネイサン       | 3R終了 判定2-0                                | K-1 LEGEND 翔 【K-3 GRAND PRIX 1回戦】                                      | 1995年7月16日  |
| ○    | ユン・マークス             | 2R KO（右アッパー）                           | K-1 FIGHT NIGHT                                                             | 1995年6月10日  |
| ×    | ピーター・アーツ           | 1R 1:02 KO（右アッパー）                      | K-1 GRAND PRIX '95 決勝戦 【準々決勝】                                      | 1995年5月4日   |
| ○    | 金玉鐘                     | 1R 2:42 KO（右膝蹴り）                        | K-1 GRAND PRIX '95 開幕戦 【1回戦】                                         | 1995年3月3日   |
| ×    | タシス"トスカ"ペトリディス | 5R 1:32 TKO（ドクターストップ：右目尻カット） | K-1 REVENGE                                                                 | 1994年9月18日  |
| ×    | アンドレ・マナート         | 5R終了 判定3-0                                | K-1 CHALLENGE 【WKAインターコンチネンタルスーパーライトヘビー級王座決定戦】 | 1994年3月4日   |
| ×    | タシス"トスカ"ペトリディス | 3R終了 判定0-3                                | K-2 GRAND PRIX '93 【1回戦】                                                | 1993年12月10日 |
| ○    | ロニー・デロン             | 5R終了 判定3-0                                | ANDY'S GLOVE                                                                | 1993年11月15日 |
| ×    | チャンプア・ゲッソンリット | 3分5R終了 判定0-3                             | K-1 ILLUSION 風林火山 "林の章"                                              | 1993年9月4日   |
| ○    | ジョーン・チャニオティス   | 判定                                          | BATTLE OF CHAMPIONS                                                         | 1993年7月25日  |
| ×    | ボブ・シュライバー         | 5R終了 判定                                   | リングス「実験リーグ'93 Round3」 【キックボクシングルール】                 | 1993年6月9日   |
| ×    | モーリス・スミス           | 3R終了 判定0-3                                | K-1 GRAND PRIX '93 【1回戦】                                                | 1993年4月30日  |
| ×    | スタン・ザ・マン           | 5R 2:22 TKO（レフェリーストップ）             | 聖戦 〜SANCTUARY I〜                                                        | 1993年3月30日  |

### 空手
| 勝敗 | 対戦相手             | 試合結果          | 大会名                                                  | 開催年月日    |
| ○    | 金泰泳               | 本戦終了 判定0-4  | カラテワールドカップ '95 【決勝】                       | 1995年10月8日 |
| ○    | 子安慎悟             | 延長終了 判定5-0  | カラテワールドカップ '95 【準決勝】                     | 1995年10月8日 |
| ○    | 春山成千             | 本戦終了 判定3-0  | カラテワールドカップ '95 【準々決勝】                   | 1995年10月8日 |
| ○    | 鈴木修司             | 延長終了 判定5-0  | カラテワールドカップ '95 【3回戦】                      | 1995年10月8日 |
| ×    | アンディ・フグ       | 延長R終了 判定0-4 | カラテワールドカップ '93 風林火山 "火の章" 【準決勝】   | 1993年10月3日 |
| ○    | サム・グレコ         | 体重判定          | カラテワールドカップ '93 風林火山 "火の章" 【準々決勝】 | 1993年10月3日 |
| ○    | ジェラルド・ゴルドー | 本戦終了 判定5-0  | カラテワールドカップ '93 風林火山 "火の章" 【1回戦】    | 1993年10月3日 |

### 総合格闘技
| 勝敗 | 対戦相手 | 試合結果          | 大会名                                                | 開催年月日    |
| △    | 平直行   | 3分5R終了 判定1-0 | リングス「後楽園実験リーグ'93 ROUND 1」【混成ルール】 | 1993年2月28日 |